# Викрадення Європи (Сєров)
 «Викрадення Європи»  — картина пізнього періоду творчості російського художника  Валентина Сєрова (1865–1911).
Сєров повернувся з подорожі до Греції у 1907 році. Формально уславлений на той час художник їздив на натуру, тобто хотів побачити реальні грецькі краєвиди, грецькі камені і рослини, залишки античних міст. Його запросили зробити панно в новобудованому Музеї красних мистецтв в Москві. Панно призначалося для створення відповідної атмосфери Відділу античних відливків скульптури.
В цей час набули міці процеси перегляду мистецтва Стародавньої Греці. Митці різних країн жадібно вивчали твори різних періодів історії Греції і відтворювали імпульси призабутих епох в своїх творах(античні теми у Пікассо, Івана Мештровича, пізніше у Антуана Бурделя, Арістида Майоля тощо). Сєров, що відвідував Париж, добре знав про ці пошуки і сам робив спроби розкрити імпульси, що йшли від контактів культур Сходу і Заходу, від періферії і столиці, архаїчного і сучасного.
Античність Сєрова надзвичайно наближена до реальності і навіть побутовості. В картині " Одісей і Навзікая " мотив античного оповідання трактований з незвичною простотою і без жодних слідів академізму, що монополізував античність на той час. Навзікая править колісницею, а він поспіша за нею, наскоро замотавшись у одяг, що та йому дарувала. Зближені тони картини малюють реальне узбережжя. І лише хмари, осяяні сонцем, дивують як свято порятунку героя.

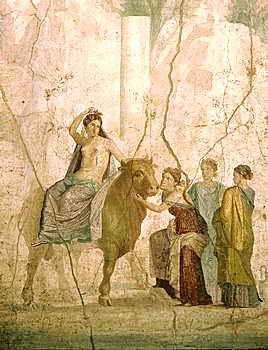
Фреска з Помпей. 1 ст. до н. е.

Художник добре знав і міфічний сюжет «Викрадення Європи», що неодноразово розробляли митці 17 — 18 століть. Але не композиції бароко чи  рококо привабили митця. Узявшись за тему, від зажадав створити свій варіант, наче змагаючись з велетнями мистецтва 17 століття. І звернувся до архаїки, до того періоду Стародавньої Греції, коли тільки вироблялися головні риси грецької цивілізації, які будуть тільки доповнені і розвинені в добу Перікла, в добу еллінізму. Все це стане базою, підмурками могутньої європейської культури на століття вперед.
Сєров наполегливо шукав і свій варіант композиції, і свою техніку виконання. Його Європа — фінікійська царівна, нагадує давньогрецьку кору, відому по архаїчним скульптурам. Митець звернувся до техніки гуаші, що нагадувала фреску. Адже одне з зображень «Викрадення Європи», що знайшли у Помпеях, було створене саме в техніці фрески. Було зроблено декілька варіантів композиції, бо Сєров намагався зробити максимально лаконічну композицію. Це йому вдалося і він відтворить сюжет ще і в скульптурі (теракота).
Варіанти композиції розійшлися країною вони є ів музеях, і в приватних збірках. Два ескізи Сєрова з тою же назвою зберігає Третьяковська галерея.